# Emma G. Wildford
Emma G. Wildford est un roman graphique écrit par Zidrou, dessiné et mis en couleurs par Edith, publié chez Soleil Productions en octobre 2017.

## Synopsis
Emma G. Wildford est fiancée avec Roald Hodges, membre de la National Geographic Society, qui est parti il y a de longs mois pour une expédition en Norvège et dont elle demeure sans nouvelles. Se refusant à ouvrir l'enveloppe que Roald lui a laissée, à n'ouvrir que dans le cas où il lui arriverait malheur, Emma décide de se rendre en Laponie à la recherche de son fiancé.

## Publication
- Édition originale : 100 planches soit 104 pages, format 283 cm x 202 cm, s'ouvre en 2 volets aimantés, contient billet de bateau, photo et une lettre glissée dans son enveloppe, Soleil Productions, Collection Noctambule, 2017 (DL 10/2017)  (ISBN 978-2-302-06397-6)[1],[2].